# Onthophagus kyleensis
Onthophagus kyleensis är en skalbaggsart som beskrevs av Frey 1975. Onthophagus kyleensis ingår i släktet Onthophagus och familjen bladhorningar. Inga underarter finns listade i Catalogue of Life.